# Baccio Malatesta
Baccio Malatesta (Modena, 1º gennaio 1862 – ...) è stato uno scrittore e pubblicista italiano.

## Biografia
Cresciuto nell'ambiente artistico modenese (il padre Narciso e il nonno Adeodato furono entrambi rinomati pittori), Baccio intraprese fin da giovane la carriera giornalistica.
Attivo fra Modena e Firenze, collaborò come pubblicista a vari giornali letterari fiorentini, come Il Fanfani: giornale di filologia, letteratura e scienze, pubblicato fra il 1881 e il 1883.
In questi stessi anni subentrò a Enrico Perazzo nella direzione del Gazzettino artistico letterario: belle arti, letteratura, esposizioni, teatri, quindicinale fiorentino che, come recita il sottotitolo, si occupava di attualità culturale, con brevi articoli sui personaggi, sugli eventi, sulle novità del mondo artistico italiano. Il Gazzettino fu pubblicato dalla Tipografia del Vocabolario prima e dalla Tipografia Passeri e Balli poi, dal 1881 al 1885.
In contatto con i letterati suoi contemporanei, Malatesta risulta fra i corrispondenti di Giosuè Carducci, di Prospero Viani e Diego Martelli. 
Parte del suo carteggio, databile fra il 1878 e il 1920, è conservata presso la biblioteca del Museo Galileo. Dalle sue carte emerge in particolare come Malatesta si sia speso negli anni per la celebrazione delle glorie toscane ed emiliane: Ciro Menotti, Lazzaro Spallanzani, Paolo Mantegazza fra gli altri.

## Principali pubblicazioni
- Baccio Malatesta, Giuseppe Andreoli, Modena, Andrea Rossi, 1880.
- Baccio Malatesta, La piccola attrice Esterina Monti, Modena, Andrea Rossi, 1880.
- Baccio Malatesta, Ricordi dei moti del 1821 e 1831 per l'indipendenza italiana scritti nella circostanza dell'inaugurazione del monumento a Ciro Menotti, Modena, G.T. Vincenzi e nipoti, 1880.
- Baccio Malatesta, Claudio Achillini: cenni, in Gazzettino artistico letterario, 1884.
- Baccio Malatesta, Spigolature intorno a Lazzaro Spallanzani, in Studj letterari e morali, ed Atti dell'Accademia eccles. modenese di S. Tommaso, vol. 2, 1887.
- Baccio Malatesta, Monsignor Luigi Corsani, Firenze, Coppini e Bocconi, 1888.